# Acalolepta javanica
Acalolepta javanica es una especie de escarabajo longicornio del género Acalolepta, tribu Monochamini, subfamilia Lamiinae. Fue descrita científicamente por Breuning en 1935.
Se distribuye por Indonesia. Mide aproximadamente 14-15,3 milímetros de longitud. El período de vuelo de esta especie ocurre en el mes de mayo.